# Esenlik, Alacakaya
Esenlik là một xã thuộc huyện Alacakaya, tỉnh Elâzığ, Thổ Nhĩ Kỳ. Dân số thời điểm năm 2011 là 374 người.